# ایلایس مک‌کانل
ایلایس مک‌کانل (انگلیسی: Elias McConnell؛ زادهٔ ۱۹۸۵) بازیگر اهل ایالات متحده آمریکا است.

## گزیده فیلمشناسی
از فیلم‌ها یا برنامه‌های تلویزیونی که وی در آن نقش داشته‌است می‌توان به آثار زیر اشاره کرد.
- میلک (۲۰۰۸)
- پاریس، دوستت دارم (۲۰۰۶)
- فیل (۲۰۰۳)